# Мышлятино
Мышлятино — деревня в Спировском районе Тверской области.

## География
Находится в центральной части Тверской области на расстоянии приблизительно 19 км на запад-юго-запад по прямой от районного центра поселка Спирово.

## История
Деревня была отмечена ещё на карте 1825 года. В 1859 году здесь (деревня Новоторжского уезда) было учтено 9 дворов. До 2021 года входила в состав Выдропужского сельского поселения Спировского района до его упразднения.

## Население
Численность населения: 137 человек (1859 год), 16 (русские 100 %) в 2002 году, 9 в 2010.